# Emmanuel Delmas
Emmanuel Luc Jean-Marie Delmas (ur. 28 grudnia 1954 w Figeac) – francuski duchowny katolicki, biskup Angers od 2008.

## Życiorys
Święcenia kapłańskie otrzymał 26 czerwca 1988 i został inkardynowany do diecezji Cahors. Był m.in. rektorem sanktuarium w Rocamadour, delegatem biskupim ds. formacji kleryków oraz wikariuszem generalnym diecezji.
17 czerwca 2008 papież Benedykt XVI mianował go ordynariuszem diecezji Angers. Sakry biskupiej udzielił mu 28 września 2008 abp Pierre d’Ornellas.